# جانيت كاي
جانيت كاي (بالإنجليزية: Janet Kay)‏ هي مغنية بريطانية، ولدت في 17 يناير 1958.

## وصلات خارجية
- الموقع الرسمي
- جانيت كاي على موقع IMDb (الإنجليزية)
- جانيت كاي على موقع ميوزك برينز (الإنجليزية)
- جانيت كاي على موقع ديسكوغز (الإنجليزية)